# Manejci
Manejci (akad. Mannai) su bili drevni narod nepoznatog podrijetla koji je u 1. tisućljeću pr. Kr. naseljavao područja oko jezera Urmije u Iranu. Oko 850. pr. Kr. uspostavili su kraljevstvo koje se dva stoljeća suprotstavljalo navalama Urartua i Novoasirskog Carstva, a nestaje krajem 7. stoljeća pr. Kr. kada ih pokorava Medijsko Carstvo. Kraljevstvo Manejaca bila je centralistička država s izaženim utjecajem aristokracije, a njeno stanovništvo prakticiralo je sjedilački način života u dobro utvrđenim gradovima poput prijestolnice Izirtua (Zirte). Nakon medijskog osvajanja manejske države, njeno se stanovništvo apsorbiralo u iranske Medijce i Perzijance.

## Poveznice
- Urartu
- Novoasirsko Carstvo
- Medijsko Carstvo